# Эскандон, Мануэль де
Хосе Мануэль Мануэль дель Корасон де Хесус Эскандон и Баррон (исп. José Manuel María del Corazón de Jesús Escandón y Barrón; 13 августа 1857, Мехико — 13 декабря 1940, Уорик) — мексиканский игрок в поло, бронзовый призёр летних Олимпийских игр 1900.
На Играх Эскандон входил в состав мексиканской сборной. Она сразу вышла в полуфинал, где проиграла третьей смешанной команде. Несмотря на это, их команда заняла третье место и получила бронзовые медали.
Он выступал вместе со своими братьями Пабло и Эустакиу.